# Irena Jež
Irena Jež, slovenska smučarka, * 10. oktober 1954, Slovenj Gradec.
V sezoni 1971/1972 je na FIS tekmi v Schladmingu osvojila 21. mesto v smuku in 29. mesto v slalomu, kar sta bili doseženi normi za Zimske olimpijske igre v Saporu, na katere pa ni odšla zaradi odločitve vodstva.
Leta 1974 je dosegla pomemben uspeh za slovensko smučanje. Osvojila je 10. mesto v kombinaciji na svetovnem prvenstvu v St. Moritzu. V letih od 1972 do 1974 je bila izbrana za najboljšo koroško športnico. Med članicami je v karieri osvojila devet naslovov državne prvakinje, skupaj z mladinskimi in republiškimi pa kar 22.